# Leòcares el Jove
Leòcares el Jove (en llatí Leochares, en grec antic Λεωχάρης) fou un escultor atenenc segurament descendent del gran Leòcares, però d'un període força posterior, probablement del segle I aC.
Ottfried Müller va trobar a Atenes una base amb una inscripció, d'una estàtua que correspon a un Marc Antoni, molt probablement el triumvir, i en tot cas molt posterior al segle iv aC en el que va viure el seu homònim.